# Armand Jackson
Armand „Jump“ Jackson (* 25. März 1917 in New Orleans; † 31. Januar 1985 in Chicago) war ein US-amerikanischer Rhythm-&-Blues- und Blues-Schlagzeuger und Bandleader.

## Leben und Wirken
„Jump“ Jackson spielte mit Johnny Morton, hatte Ende der 1940er Jahre eine eigene Band, Jump Jackson and his Orchestra, mit der er bei Sessions für Labels wie Columbia, Speciality und Aristocrat arbeitete. Mit seiner Band begleitete er Sänger wie St. Louis Jimmy, Roosevelt Sykes, Sunnyland Slim und Baby Doo Caston. Als Schlagzeuger wirkte er bei Aufnahmen von Big Joe Williams, Arthur Crudup und Robert Nighthawk mit. 1959 gründete er das Label La Salle Records und begann Aufnahmen von Eddie Boyd, Eddy Clearwater, Little Mack Simmons, Memphis Slim und eigene Aufnahmen zu produzieren. 1962 trat er in Deutschland mit Willie Dixon, T-Bone Walker und Memphis Slim auf dem American Folk Blues Festival auf. mit Sonny Thompson komponierte er mehrere Titel, die von Big Smokey Smothers auf dem Album Sings the Backporch Blues eingespielt wurden. 